# Condado de Duplin
El condado de Duplin (en inglés, Duplin County) es un condado del estado de Carolina del Norte, Estados Unidos. Tiene una población estimada, a mediados de 2022, de 48 990 habitantes.
La sede del condado es Kenansville.
En 1784 la parte occidental del condado de Duplin se convirtió en el condado de Sampson.

## Geografía
Según la Oficina del Censo, el condado tiene un área total de 2124 km², de la cual 2110 km² corresponden a tierra firme y 14 km² están cubiertos de agua.

### Condados adyacentes
- Condado de Wayne - norte
- Condado de Lenoir - noreste
- Condado de Jones - este
- Condado de Onslow - este
- Condado de Pender - sur
- Condado de Sampson - oeste

## Demografía

### Censo de 2020
Según el censo de 2020, en ese momento el condado tenía una población de 48 715 habitantes. La densidad de población era de 23.1 hab./km².
| Raza                   | Núm.   | Porc.  |
| ---------------------- | ------ | ------ |
| Blancos                | 26 084 | 53.54% |
| Afroamericanos         | 11 604 | 23.82% |
| Amerindios             | 488    | 1.00%  |
| Asiáticos              | 173    | 0.36%  |
| Isleños del Pacífico   | 14     | 0.03%  |
| Otras razas            | 7210   | 14.80% |
| De una mezcla de razas | 3142   | 6.45%  |
| Total                  | 48 715 | 100%   |

Del total de la población, el 22.20% eran hispanos o latinos de cualquier raza.

### Censo de 2000
En el 2000 los ingresos promedio de los hogares del condado eran de $29 890 y los ingresos promedio de las familias eran de $34 760. Los ingresos per cápita para el condado eran de $14 499. Los hombres tenían ingresos per cápita por $26 212 contra los $20 063 que percibían las mujeres. Alrededor del 19.40% de la población estaba bajo el umbral de pobreza nacional.

## Lugares

### Subdivisiones territoriales
El condado se subdivide en trece townships (subdivisiones exclusivamente geográficas). El estado de Carolina del Norte no utiliza la herramienta de los townships como Gobiernos municipales.
Los trece townships son los siguientes: Albertson Township, Cypress Creek Township, Faison Township, Glisson Township, Island Creek Township, Kenansville Township, Limestone Township, Magnolia Township, Rockfish Township, Rose Hill Township, Smith Township, Wolfscrape Township y  Warsaw Township.

### Ciudades y pueblos

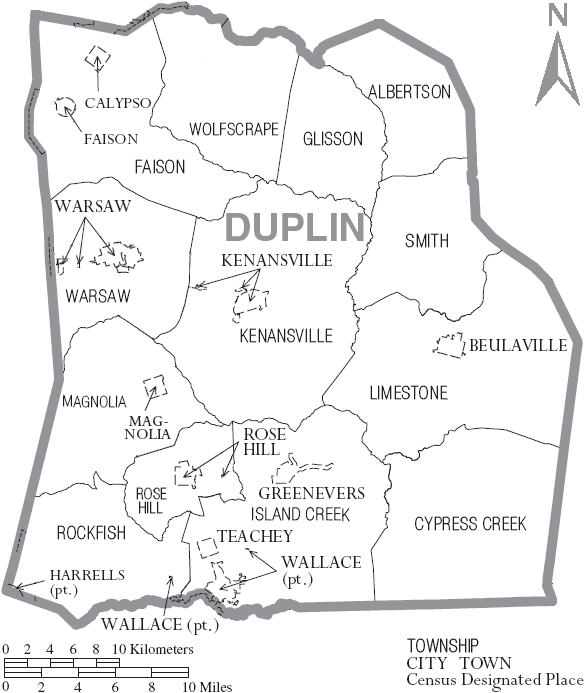
Mapa del condado de Duplin (Carolina del Norte) con sus municipios y townships (subdivisiones territoriales)

- Beulaville
- Calypso
- Chinquapin
- Faison
- Fountaintown
- Greenevers
- Harrells
- Kenansville
- Magnolia
- Potters Hill
- Rose Hill
- Sarecta
- Teachey
- Wallace
- Warsaw